# Willi Döbler
Willi Döbler (* 17. März 1891 in Weißenfels; † 3. Februar 1944 in Rostock) war ein deutscher Maschinenschlosser und Opfer des Nationalsozialismus.

## Leben
Über die Kindheit und Jugend Willi Döblers ist bisher nichts bekannt. Er wohnte in Ribnitz, war Mitglied der SPD und leitete in den Jahren 1932 und 1933 den dortigen Arbeitergesangverein. Er arbeitete ab 1937 als Maschinenschlosser auf der Neptun Werft. Hier agierte er gegen die Politik der Nationalsozialisten. Im Jahr 1938 wurde er erstmals verhaftet und zu sechs Monaten Gefängnis verurteilt. Am 21. Juni 1943 wurde Willi Döbler von einem Sondergericht in Rostock „wegen heimtückischer Äußerungen“ zu einem Jahr und sechs Monaten Gefängnis verurteilt. Während seiner Haftzeit wurde er so schwer misshandelt, dass er an den Folgen im Februar 1944 in der Nervenheilanstalt in Gehlsdorf verstarb.

## Würdigungen
Im Rostocker Ortsteil Groß Klein wurde im Jahr 1978 eine Straße nach Willi Döbler benannt.